# Бонецкие (дворянский род)

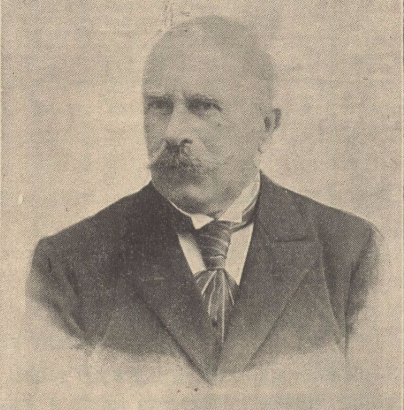
Адам Бонецкий, фото конца XIX—начала XX в.

Бонецкие (пол. Bonieccy) — старинный польский дворянский род, известный с конца XIV века.
Род Бонецких упоминается в Гербовнике дворянских родов Царства Польского.

## История рода
Родовое «гнездо» Бонецких — имение Боньча в гмине Варка Мазовецкого воеводства Польши. Основателем имения был «некий Бонек (Бонифаций), прибывший из Чехии, который стал основателем рода Боньчов, от которых пошли Бонецкие». Первые упоминания об имении относятся к началу XV века: Бонч, Бонча (1408 г.), Бонче (1410 г.), Горна (Нагорна) Бонча (1416 г.), позднее: Магна Бонча (1539 г.), Боньча — с 1783 г. и далее.
С 1375 по 1529 год в судебных и имущественных документах род Бонецких именовался по названию имения — Бонча, Бончи. С 1529 года и далее, представители рода именовались Бонецкими. Некоторые ветви рода использовали дополнительные, вторые фамилии, например: Фредро-Бонецкие, Коломанд-Бонецкие, Качор-Бонецкие.
Представители рода были политиками, дипломатами, военными, священнослужителями, занимали ответственные государственные посты в Речи Посполитой.
В Гербовнике дворянских родов Царства Польского:

Бонецкiе. Матвей Бонецкiй владѣлъ въ Черской Землѣ имѣнiемъ Пальчевъ, Ржискова-вѣсь, Боньча, Покршивна и Браньчица, которое въ 1637 году раздѣлили между собою сыновья его Гаврiилъ и Мартынъ...

## Описание герба
В Гербовнике дворянских родов Царства Польского даётся следующее описание герба Боньча: 

Въ голубомъ полѣ единорогъ бѣлый, вправо. Въ навершьѣ шлема выходящій бѣлый же единорогъ. 
Также род Бонецких использовал гербы Ястршембец и Прус.

## Персоналии
- Бонецкий, Адам (пол. Adam Józef Feliks Fredro-Boniecki) (1842—1909) — польский историк, геральдист и генеалог, автор сборника «Herbarz polski», юрист.